# Юрва (река)
Юрва — река в России, течёт по территории Лешуконского района Архангельской области. Левый приток реки Мезенская Пижма.
Длина реки составляет 43 км. Впадает в Мезенскую Пижму на высоте 127 м над уровнем моря.
Основной приток — Березовая.

## Данные водного реестра
По данным государственного водного реестра России относится к Двинско-Печорскому бассейновому округу, водохозяйственный участок реки — Мезень от истока до водомерного поста у деревни Малонисогорская. Речной бассейн реки — Мезень.
Код объекта в государственном водном реестре — 03030000112103000044893.